# Andronic d'Olint
Andronic d'Olint (grec antic: Ἀνδρονίκος, Androníkos, llatí: Andronicus) fou un militar grec, probablement fill d'Agerros, esmentat per Flavi Arrià. Va viure al segle iv aC.
Va ser un dels quatre generals designats per Antígon el Borni que formaven el consell militar de Demetri Poliorcetes el 314 aC. L'any 312 aC apareix com a comandant de l'ala dreta de l'exèrcit de Demetri a la batalla de Gaza. Derrotat Demetri en aquesta batalla, va evacuar la Celesíria i Andrònic va ser posar al front del govern de Tir, ciutat que va refusar rendir a Ptolemeu I Soter (323-284 aC). Ptolemeu finalment la va ocupar i va fer presoner a Andronic, però li va perdonar la vida. Després ja no se'l menciona. En parla Diodor de Sicília.